# Finley (Észak-Dakota)
Finley település az Amerikai Egyesült Államok Észak-Dakota államában, Steele megyében, melynek megyeszékhelye is. Lakosainak száma 401 fő (2020. április 1.).

## Népesség
A település népességének változása:

| 2010 | 445 |
| 2020 | 401 |